# 자유광장 (탈린)

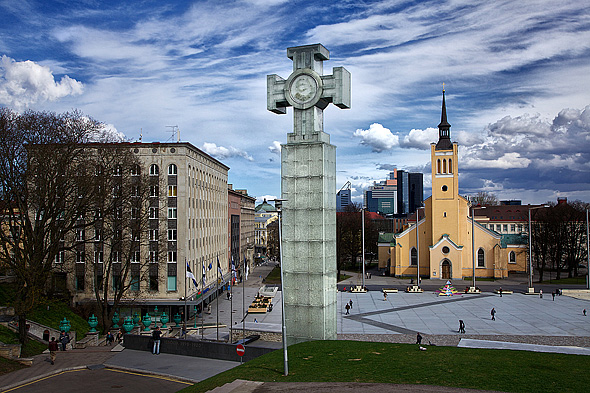
자유광장

자유광장(에스토니아어: Vabaduse väljak)은 에스토니아 탈린 구시가지 남쪽 끝에 있는 광장이다. 이 광장에서는 국가 행사와 다양한 콘서트가 열리기도 한다. 동쪽으로는 성 요한 교회, 남쪽으로는 카를리 대로와 지하 쇼핑 센터, 서쪽으로는 에스토니아 독립전쟁을 기념하는 독립전쟁 전승기념탑이 있다.